# Schwegen
Schwegen (niederdeutsch Swegen) ist eine Ortschaft der Einheitsgemeinde Loxstedt im niedersächsischen Landkreis Cuxhaven.

## Geografie

### Lage
Schwegen liegt an der südlichen Gemeindegrenze und wird durch den kleinen Fluss Drepte begrenzt.
Durch Schwegen führt nur eine einzige Straße, die Kreisstraße 54. Diese Straße heißt so wie die Ortschaft – Schwegen. Sie schlängelt sich ungefähr in West-Ost-Richtung auf ca. 5 km Länge durch die ganze Ortschaft. Die Häuser und Höfe liegen alle an dieser Straße.
Wegen des länglichen Charakters von Schwegen bildete sich kein wirklicher Ortskern heraus. Man kann jedoch den Bereich, in dem das Dorfgemeinschaftshaus, der Sportplatz und die Feuerwehr liegen, als kulturelles Zentrum ansehen.
Lange Zeit war die Wohnbebauung nur auf der nördlichen Straßenseite möglich oder zulässig (mit Ausnahme von landwirtschaftlichen Anwesen). Seit etwa 2010 werden im Bereich des Ortsteils Langendammsmoor Wohnhäuser auch auf der südlichen Seite errichtet. Dies trägt zu einem dörflicheren Erscheinungsbild bei.
Aufgrund des länglichen Ortscharakters variiert auch das Höhenprofil. Der westlich gelegene alte Ortsteil Schwegen liegt teilweise bis zu 1 m unter NHN, im östlichen Teil Langendammsmoor werden bis zu +7 m über NHN erreicht.

### Nachbarorte
|                      | Holte                                       |             |
| Gemarkung Landwürden | Kompassrose, die auf Nachbargemeinden zeigt | Hahnenknoop |
| Neuenlande           | Stotel                                      |             |

(Quelle:)

## Geschichte
Bodenfunde aus der mittleren Steinzeit deuten auf Besiedlung dieser Gegend hin. Es wurde ein Urnenfriedhof mit Schriftzeichen der alten Germanen entdeckt. Auch eine frühgeschichtliche Feuerstelle wurde gefunden.
Der ursprüngliche Ort Schwegen dürfte im 12. Jahrhundert entstanden sein. Damals gehörte die Gegend zur Grafschaft Stotel. Im Geldregister des Amtes Hagen werden 1580 zwei herrschaftliche Meierhöfe genannt. Der Name Schwegen „sweiga“ wird aus dem friesischen hergeleitet und bedeutet „Viehhof mit dazugehörigem Weideplatz“.
Ein gefundenes Ritterschwert von 1200 bis 1400 lässt vermuten, dass das Schwert aus der Schlacht vom 26. Juni 1233 stammt, die zwischen dem Erzbischof Gerhard I. von Bremen und den Osterstadern stattfand. Das Schwert befindet sich im Focke-Museum in Bremen.

### Eingemeindungen
1968 wurden die damaligen Orte Langendammsmoor, Schwegen sowie das Gebiet Neuenlandermoor zusammen mit anderen Ortschaften zunächst nach Stotel eingemeindet. Im Zuge der Gebietsreform in Niedersachsen, die am 1. März 1974 stattfand, wurde die Gemeinde Stotel aufgelöst und ohne die zuvor eingemeindeten Orte ein Ortsteil der neugebildeten Einheitsgemeinde Loxstedt. Langendammsmoor, Schwegen und Neuenlandermoor wurden als Ortsteil Schwegen ebenfalls Teil dieser neuen Einheitsgemeinde. Die alten Ortsnamen Langendammsmoor und Neuenlandermoor existieren heute noch als Namensbestandteil zweier Vereine.

### Einwohnerentwicklung
| Jahr | Einwohner | Quelle |
| ---- | --------- | ------ |
| 1910 | 47        | [ 6 ]  |
| 1925 | 42        | [ 7 ]  |
| 1933 | 39        | [ 7 ]  |
| 1939 | 40        | [ 7 ]  |
| 1950 | 71        | [ 1 ]  |
| 1956 | 40        | [ 1 ]  |
| 2010 | 2190      | [ 8 ]  |
| 2015 | 2270      | [ 9 ]  |
| 2019 | 2270      | [ 2 ]  |

|  |

## Politik

### Gemeinderat und Bürgermeister
Auf kommunaler Ebene wird die Ortschaft Schwegen vom Loxstedter Gemeinderat vertreten.

### Ortsvorsteher
Die Ortsvorsteherin von Schwegen ist Anke Lusch.

### Wappen
Der Entwurf des Kommunalwappens von Schwegen stammt von dem Heraldiker und Wappenmaler Albert de Badrihaye, der zahlreiche Wappen im Landkreis Cuxhaven erschaffen hat.
| Wappen von Schwegen | Blasonierung: „Gespalten, vorn in Rot ein goldener Bischofsstab, hinten in Silber eine rote Moltebeere an grünen Stiel mit grünem stilisierten, fünflappigen Blatt.“ |
| Wappen von Schwegen | Wappenbegründung: Der Bischofsstab erinnert daran, dass Schwegen 1248 vom Grafen Gerbert von Stotel dem Erzbischof Gerhard II. von Bremen verkauft worden ist. Die in Deutschland seltene Moltebeere kommt als eiszeitliches Relikt in der Gemeinde vor und steht dort unter Naturschutz. |

## Kultur und Sehenswürdigkeiten

### Baudenkmale
- Mausoleum Schwegen 1 von 1862 der Familie von Düring

### Vereine
- Freiwillige Feuerwehr Schwegen von 1933
- Turn- und Sportverein Langendammsmoor von 1925; folgende Sparten werden durchgeführt: Damengymnastik, Jazzdance, Fitnessgruppe, Fußball, Tischtennis, Märchenaufführungen von Kindern und die Speeldeel Langendammsmoor.
- Schützenverein Neuenlandermoor von 1926 mit vielen Veranstaltungen im Jahresrhythmus

## Wirtschaft und Infrastruktur

### Unternehmen
Neun landwirtschaftliche Betriebe prägen die Ortschaft. Ein Betrieb betreibt ein Lohnunternehmen für die Landwirtschaft und bietet weitere Dienstleistungen an.
Ein Meisterbetrieb für Heizung-, Sanitär- und Abwassertechnik ist ansässig. Ebenso eine Zimmerei für die Montage von Dachstühlen und Fachwerkhäusern sowie den Innenausbau mit Holzdecken und Vertäfelungen. Eine Tischlerei für Treppenbau und Möbelanfertigung und ein Landschaftsgärtner mit Baumschulverkauf sind vorhanden. Eine Gaststätte im Ort bietet mit dem Saalbetrieb die Ausrichtung von Familienfeiern an.

### Bildung
In der Ortschaft befinden sich keine Schule mehr. Die Grundschule befindet sich in Stotel, weiterführende Schulen in Loxstedt. Die Geschichte des Schulwesens soll hier dennoch dargestellt werden.
Nachzuweisen ist der Schulunterricht für die ansässigen Kinder ab dem Jahre 1839 im Privathaus des Carl Bohle in Neuenlandermoor.
Im Jahre 1849 wurde ein Schulhaus erworben und 1891 ein Schulsaal gebaut. Viele Lehrer unterrichteten nacheinander in dem einklassigen Raum. Um 1900 drückten in der Klasse 56 Kinder die Schulbank. Um 1964 waren es nur noch 39 Schulkinder. Im Jahre 1967 wurde die hiesige Schule geschlossen. Seitdem fahren die Kinder mit dem Schulbus nach Stotel und Loxstedt.

### Verkehr
Die Ortschaft wird durch die Kreisstraße 54, die von der Landesstraße 135 südwestlich abbiegt, erschlossen. Die Bundesautobahn 27 durchschneidet Schwegen. Der alte Ortsteil Schwegen liegt westlich der Autobahn, die Ortsteile Krehlen, Langendammsmoor und Neuenlandermoor mit Kluster liegen östlich der Autobahn. Beide Ortsteile sind durch eine Brücke verbunden.
Innerhalb der Ortschaft gibt es keine Verkehrsanbindung durch öffentliche Verkehrsmittel. Es verkehren nur Schulbusse. Der nächste öffentliche Busverkehr befindet sich an der Landesstraße 135 bei Hahnenknoop in Richtung Bremerhaven und Hagen.
Des Weiteren ist der Ort über ein Anruf-Sammel-Taxi (AST) an den öffentlichen Personennahverkehr angebunden.

### Persönlichkeiten
Ernst-Aubert Danne wurde 2006 das Verdienstkreuz am Bande des Verdienstordens der Bundesrepublik verliehen. Diese Auszeichnung erhielt er für seine dreißigjährige Arbeit als Ortsvorsteher, seine Ratsmitgliedschaft in Loxstedt, seine Arbeit in den Ausschüssen der Sportvereine und Feuerwehren sowie für weitere Verdienste für die Öffentlichkeit.
Mehrere Sportschützinnen und Sportschützen des Schützenvereins Neuenlandermoor erreichten vordere Plätze bei Deutschen Meisterschaften und Weltmeisterschaften.